# Congelando el tiempo
Congelando el tiempo (SPE 008), es el primer compilado de la banda argentina de hardcore melódico Shaila.
Contiene algunos temas inéditos, recopilación de temas de los casetes, con los que comenzó la banda, algunos temas versionados acústicos (My Own Life, y Enfrentados) y temas de los discos Progresar (Yo y Mil Ilusiones) y El Engaño (A la derecha de la Cruz y Somos). La canción Skyscraper es una versión de Bad Religion que formó parte del álbum Devotos de una mala religión. 
Es el único disco de la banda que contó con la ayuda de un sello que no sea SPE Discos, FyA.

## Lista de canciones
1. En cuarentena
2. Invensión real
3. Skyscraper (Cover de Bad Religion)
4. amigos
5. Cero a la izquierda
6. Enfrentados (acústico)
7. My own life (acústico)
8. Me voy a escapar
9. Viendo
10. Ella y vos
11. ¿¡Viva América!?
12. El dragón
13. Rompió el espejo
14. Justicia social
15. Gira
16. Freez the time
17. Hacia el sol
18. Yo
19. Mil ilusiones
20. A la derecha de la cruz
21. Somos

## Miembros
- Joaquín Guillén (Voz)
- Pablo Coniglio (Bajo y coros)
- Yasser Eid (Guitarra líder)
- Santiago Tortora (Guitarra base)
- GuidoX (Batería)

- Datos: Q5783022